# Ван Дейк, Анс
А́нна (Aнс) ван Дейк (нидерл. Anna (Ans) van Dijk; 24 декабря 1905, Амстердам, Нидерланды — 14 января 1948, Весперкарспел, Нидерланды) — нидерландская коллаборационистка, еврейка, выдававшая евреев нацистам во время Второй мировой войны. Единственная женщина в Нидерландах, которой был вынесен смертный приговор за сотрудничество с оккупантами.

## Биография
Анна ван Дейк была дочерью Арона ван Дейка и Катье Бин. О жизни до замужества известно мало. В 1927 году она вышла замуж за Брэма Керидо. В 1935 году супруги разошлись, после чего Анна вступила в однополые отношения с женщиной по имени Мип Стодел и открыла магазин дамских шляп под названием «Дом Эвани» в Амстердаме. Магазин был закрыт нацистами в 1941 году, во время экспроприации имущества евреев. Оккупанты запретили евреям владеть каким-либо бизнесом и работать в розничных магазинах. В 1942 году Мип Стодел бежала в Швейцарию.
Ван Дейк была арестована в пасхальное воскресенье 1943 года сотрудником нацистской разведки Питером Схапом, работавшим в Управлении по еврейским делам полиции Амстердама. После согласия работать на нацистскую разведку она была освобождена. Под видом члена движения Сопротивления втиралась в доверие к евреям и предлагала помощь в поиске убежища и получении фальшивых документов. Таким образом ею были сданы нацистам 145 человек, в том числе её собственный брат и его семья; около 85 из них скончались в концентрационных лагерях. Всего на Анне ван Дейк лежит ответственность за гибель 700 человек.
После войны она переехала в Гаагу, где 20 июня 1945 года была арестована. Ей было предъявлено обвинение в государственной измене по 23 пунктам. 24 февраля 1947 года Специальный суд Амстердама приступил к рассмотрению дела Анны ван Дейк. Подсудимая признала вину по всем пунктам обвинения, объяснив, что действовала только из-за страха за свою жизнь, после чего была признана виновной и приговорена к смертной казни посредством расстрела. Она подала апелляцию и прошение о королевской амнистии, но в сентябре 1947 года Специальный апелляционный суд подтвердил приговор; просьба о королевской амнистии также была отклонена.
Перед казнью Анна (Анс) ван Дейк содержалась в форте Бейлмер, в Весперкарспел (ныне Бейлмермер). В ночь с 13 на 14 января она приняла крещение и присоединилась к римско-католической церкви. 14 января 1948 года приговор был приведён в исполнение.